# Miriam Repič-Lekić
Miriam Repič-Lekić (Vitomarci, 8 luglio 1925 – Belgrado, 1º dicembre 2015) è stata una pittrice e scultrice jugoslava e serba.

## Biografia
Si diploma all'Accademia di Belle Arti di Roma con Mario Mafai e Marcello Avenali (1967).

## Alcune mostre
- 1965 — Studio 13, Roma
- 1968 — Salon Rotovž, Maribor
- 1969 — Zavičajni muzej, Zemun
- 1971 — Galerija Doma sindikata, Belgrado[2]
- 1975 — Dom vazduhoplovstva, Zemun
- 1976 — Moderna galerija, Titograd in Bar
- 1981 — Galerija TV Koper, Capodistria
- 1981 — Barska narodna čitaonica, Bar
- 1986 — Galerija Singidunum (ULUPUDS) e Hotel Beograd Interkontinental, Beograd
- 1988 — Kranj
- 1990 — Galerija Stara kapetanija, Zemun
- 1997 — Strujanja, Galerija Fontana, Novi Beograd